# Euxoa palmensis
Euxoa palmensis là một loài bướm đêm trong họ Noctuidae.